# Мартіньш Фрейманіс
Мартіньш Фрейманіс (лат. Mārtiņš Freimanis; 7 лютого 1977, Лієпая — 27 січня 2011, Рига) — латвійський рок і поп-співак, продюсер, TV-персона. Вокаліст гурту Тумса. Актор кіно та театру.

## Життєпис
Мартіньш Фрейманіс найбільшу славу заслужив у гурті Тумса (Tumsa), в якій був вокалістом з 1994 року. Цей колектив був одним з найпопулярніших в Латвії.
Разом із співаками Яною Кей та Лаурісом Рейніксом він створив тріо F.L.Y., яке взяло участь у конкурсі «Євробачення».
Понад 10 років Фрейманіс писав пісні для різномантіних проектів. В останні роки музикант часто знімався у кіно і телесеріалах, грав у театрі.
Помер у 33 роки через ускладнення від грипу.
| Пішов з життя популярний в Латвії поет, співак і композитор Мартіньш Фрейманіс, який у 2003 році разом з двома іншими музикантами заснував групу «Fly”. Саме вона перемогла у національному відбірковому турі від Латвії на конкурс «Євробачення» з піснею Мартіньш. На одній з центральних площ Риги ввечері відбувся траурний мітинг, присвячений так рано пішов артистові. Рижани виставили сотні свічок перед портретом свого кумира. |

## Смерть
18 січня 2011 року Фрейманіса було доставлено до Латвійського інфекційного центру в Ризі, як спочатку повідомлялося, з важкою інфекцією дихальних шляхів. Він помер через дев'ять днів. Пізніше було виявлено, що Фрейманіс помер від гепатотоксичності, що погіршилася жировою дистрофією печінки та слабким серцебиттям, які спричинили хронічну ниркову недостатність, і плеврит.

## Карєра
Мартіньш Фрейманіс був вокалістом і автором пісень популярного латвійського рок-гурту «Tumsa». Під лейблом «Microphone Records» випустили 6 альбомів. Він також співпрацював з іншими латвійськими музикантами, писав для них музику, тексти пісень або те й інше. Його найпопулярніші та успішні спільні проекти з Лаурісом Рейніксом (слова), «Putnu Balle» (музика, слова) та «Per» (музика, слова).
Як актор Мартінш Фрейманіс з’явився та знявся в мюзиклі «Kaupēns Mans Mīļais», серіалах «Neprāta Cena» (LTV), «UgunsGrēks» (TV3) та фільмах «Man patīk, ka meitene skumst» і «Dancis pa Trim» який вийшов на великі екрани після несподіваної та ранньої смерті Мартіна.

### Євробачення
Фрейманіс представляв Латвію на пісенному конкурсі Євробачення 2003 з групою F.L.Y. Він також написав пісню «Війна ще не закінчена» для латвійських Вальтерса та Кажі для пісенного конкурсу Євробачення 2005 року.